# 20586 Елізколод
20586 Елізколод (20586 Elizkolod) — астероїд головного поясу, відкритий 9 вересня 1999 року.
Тіссеранів параметр щодо Юпітера — 3,327.